# James O’Donnell (Politiker)

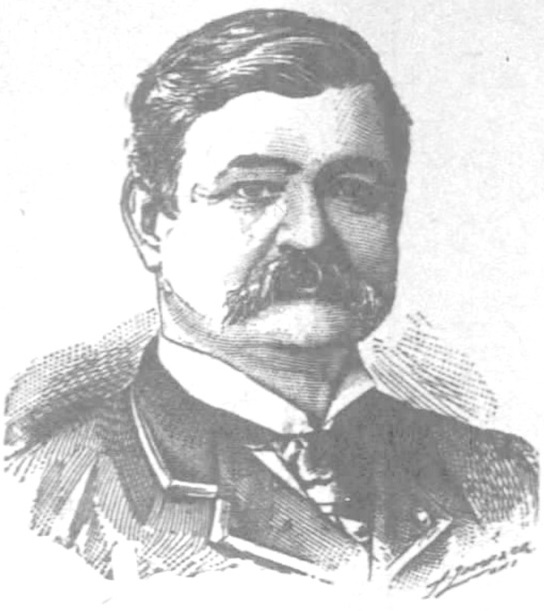
James O’Donnell

James O’Donnell (* 25. März 1840 in Norwalk, Connecticut; † 17. März 1915 in Jackson, Michigan) war ein US-amerikanischer Politiker. Zwischen 1885 und 1893 vertrat er den Bundesstaat Michigan im US-Repräsentantenhaus.

## Werdegang
Im Jahr 1848 zog James O’Donnell mit seinen Eltern nach Michigan, wo sich die Familie in Jackson niederließ. Dort besuchte er die öffentlichen Schulen; anschließend absolvierte er eine Lehre im Druckerhandwerk. Während der ersten beiden Jahre des Bürgerkrieges war er Soldat in einer Infanterieeinheit aus Michigan. Von 1863 bis 1866 war er Ratsschreiber (Recorder) der Stadt Jackson. Im Jahr 1865 gründete O’Donnell die Zeitung „Jackson Daily Citizen“, die er selbst herausgab. In den Jahren 1876 und 1877 war er Bürgermeister von Jackson; 1878 gehörte er dem Stab von Gouverneur Charles Croswell an.
Politisch war O’Donnell Mitglied der Republikanischen Partei. Bei den Kongresswahlen des Jahres 1884 wurde er im dritten Wahlbezirk von Michigan in das US-Repräsentantenhaus in Washington, D.C. gewählt, wo er am 4. März 1885 die Nachfolge von Edward S. Lacey antrat. Nach drei Wiederwahlen konnte er bis zum 3. März 1893 vier Legislaturperioden im Kongress absolvieren. Von 1889 bis 1891 war er Vorsitzender des Bildungsausschusses. Bei den Wahlen des Jahres 1892 wurde O’Donnell nicht wiedergewählt.
Nach seinem Ausscheiden aus dem US-Repräsentantenhaus kehrte O’Donnell nach Jackson zurück, wo er wieder seine Zeitung herausgab. Er setzte sich dort auch für den Anbau von Zuckerrüben ein und gilt als Gründer dieses landwirtschaftlichen Zweigs in seinem Heimatstaat. James O’Donnell starb am 17. März 1915 in Jackson.